# Milizia Volontaria Anti Comunista
Milizia Volontaria Anti Comunista (M.V.A.C.), anche detta Guardia Bianca (in sloveno Bela Garda, da cui il nome belogardisti) o Bande V.A.C., è la denominazione collettiva con cui furono chiamate, a partire dal 19 giugno 1942, differenti formazioni armate locali slovene, croate e serbe d'ispirazione anticomunista.
Vennero ufficialmente riconosciute ed impiegate, a volte direttamente inquadrate, durante la seconda guerra mondiale, dal 1941 fino alla capitolazione d'Italia nel settembre 1943, dal Regio Esercito italiano quali truppe straniere ausiliarie per la difesa e la sicurezza della Provincia di Zara ed altri territori del Montenegro, Dalmazia, Bosnia ed Erzegovina e Slovenia sotto amministrazione o controllo italiano.

## Storia

### La costituzione
La M.V.A.C. venne formalmente costituita in seguito ai formali accordi italo-croati Roatta-Pavelić del 19 giugno 1942.
In realtà un'unica organizzazione di Milizia Volontaria Anti Comunista con caratteristiche di uniformità e unità di comando e inquadramento non si ebbe mai, tale organizzazione unitaria fu più che altro un artificio formale, più politico che sostanziale, teso a inquadrare sotto un'unica denominazione situazioni molto diversificate, ed è perciò più indicato parlare, nella maggior parte dei casi, delle diverse "Bande V.A.C." che costituivano questo apparato militare ausiliario.
Milizie locali di differente natura e origine già operavano affiancate, secondo varie modalità, alle forze italiane dal 1941 in Montenegro, Bosnia ed Erzegovina e Lika e dal 1942 anche nella Dalmazia vera e propria, dove le formazioni meglio strutturate ed integrate nel dispositivo italiano assumevano la denominazione poi estesasi e divenuta ufficiale ed universale di "Volontaria Anti Comunista".
Dal 6 agosto 1942 anche in Slovenia, a seguito allo stesso processo di riordino organizzativo intrapreso dal generale Mario Roatta, le differenti formazioni militari locali (meglio note con i loro originari nomi di Guardia Civica ("Vaška Straža") e Legione della Morte ("Legija Smrti") - quest'ultima detta anche e più comunemente Guardia Bianca ("Bela Garda") - formate da elementi tutti provenienti da gruppi politici di estrazione cattolica - per una forza complessiva di 7.000 uomini) che già affiancavano l'amministrazione italiana assumevano ufficialmente la comune denominazione di M.V.A.C.
     Aree assegnate all'Italia: l'area costituente la provincia di Lubiana, l'area accorpata alla provincia di Fiume e le aree costituenti il Governatorato di Dalmazia
     Stato Indipendente di Croazia
     Area occupate dalla Germania nazista
     Aree occupate dal Regno d'Ungheria

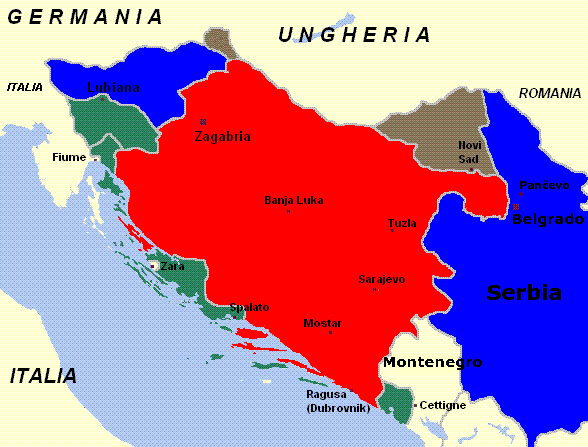
Divisione della Jugoslavia dopo la sua invasione da parte delle Potenze dell'Asse.
Aree assegnate all'Italia: l'area costituente la provincia di Lubiana, l'area accorpata alla provincia di Fiume e le aree costituenti il Governatorato di Dalmazia
Stato Indipendente di Croazia
Area occupate dalla Germania nazista
Aree occupate dal Regno d'Ungheria

In gran parte del teatro operativo (salvo la Slovenia), si distinguevano "bande legalizzate", formazioni ausiliarie variamente inquadrate e soggette ad un più o meno effettivo controllo da parte dei comandi italiani e di ufficiali e sottufficiali italiani, e "bande non legalizzate", unità largamente irregolari non direttamente inquadrate da ufficiali e sottufficiali italiani ma da propri capi con eventualmente la presenza di ufficiali italiani di collegamento, con cui tuttavia esistevano accordi di collaborazione anche estesi; un caso a parte ancora erano poi quelle bande che nella pratica si avvicinavano ad una vera forza "regolare" sebbene "truppa ausiliaria" e non-nazionale, soggetta ad un diretto e capillare controllo ed inquadramento formali da parte dei comandi italiani come le Bande di Zara e della Regia Marina.

### Operazioni in Montenegro
È da primo nel teatro operativo montenegrino che, dal 1941, si manifestano per il Regio Esercito la necessità e l'opportunità di impiegare, per la sicurezza del territorio da controllare e amministrare, truppe ausiliarie o unità militari armate irregolari locali, nella terminologia militare italiani dell'epoca bande, sulla falsariga di ciò che era pratica corrente nei remoti possedimenti coloniali.
Sono queste bande inizialmente, per la maggior parte, piccoli gruppi locali, costituitisi, o già esistenti su basi consuetudinarie, per autodifesa in un momento storico ancora più turbolento di quanto era (ed è) normale nella Regione balcanica, che volontariamente si rivolgono alle autorità italiane a scopo di maggiore protezione; in seguito sono le stesse autorità italiane che cercano di stringere legami di collaborazione con questi gruppi e con altri ancora ora molto maggiori di importanza e dimensioni, con una propria distinta identità separata (che poi manterranno) e dotati di orientamento politico, spesso già organizzati o che si vanno organizzando in proprio, come, ad esempio, la notevole "Brigata Lovćen" del partito "Verde" (gli Zelenaši, nazionalisti montenegrini) di Krsto Zrnov Popović, formalmente costituitasi dal settembre 1942 come formazione militare del Regno del Montenegro, alleata dell'Italia ma indipendente.
Più autonomi dai Comandi italiani furono in genere i gruppi collegati al cosiddetto partito dei "Bianchi" (i Bjelaši, nazionalisti serbi) facenti capo al generale Blaso Djukanovic e quelli cetnici guidati dal maggiore Pavle Đurišić.
Nel tempo questi diversi gruppi conoscono una espansione ed una riorganizzazione ad opera dei comandi italiani che li portano ad operare, come formazioni alleate autonome o come bande dipendenti, in azioni anti-guerriglia anche nel territorio della Bosnia ed Erzegovina e della Dalmazia.
In seguito ad un accordo stipulato il 24 luglio 1942 tra i generali Djukanovic e Alessandro Pirzio Biroli le Forze Ausiliarie italiane in Montenegro furono riorganizzate in una forza "regolare" di tre "Distaccamenti Volanti" (ciascuno forte di 1.500 "militi legalizzati") ed una forza "autonoma" di 31.000 uomini.

### Operazioni in Dalmazia e Bosnia ed Erzegovina

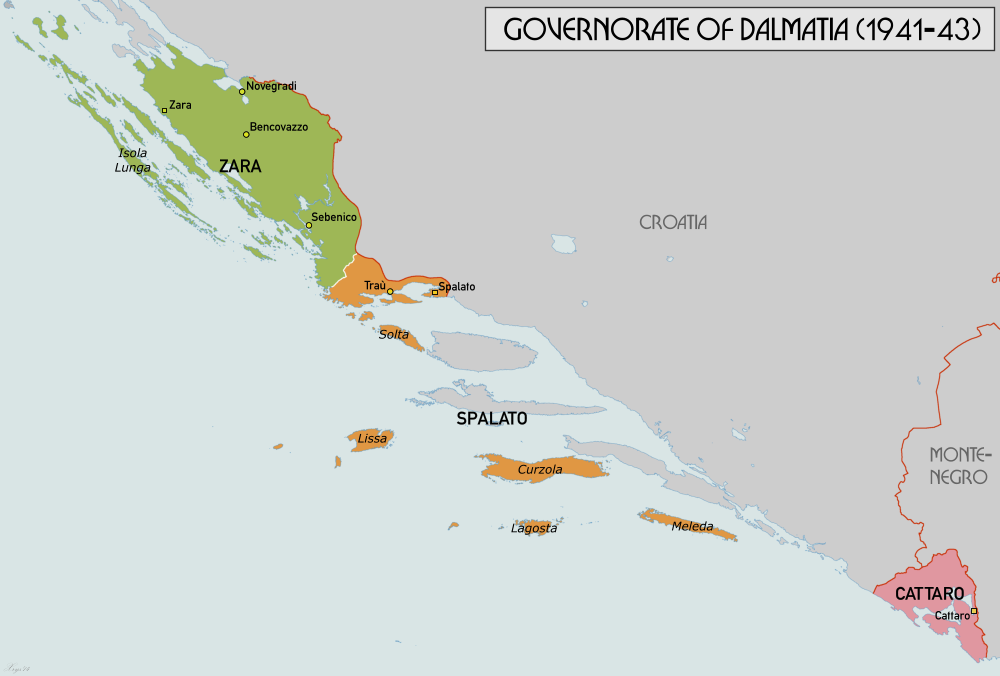
Mappa del Governatorato della Dalmazia, con segnate la provincia di Zara (in verde), la provincia di Spalato (in arancio) e la provincia di Cattaro (in rosso scarlatto)

Le Bande V.A.C. costituite nell'ambito della 2ª Armata italiana (Supersloda - "Comando Superiore di Slovenia e Dalmazia") raggiunsero complessivamente la forza di 26.500 uomini, dei quali 6.500 erano alle dipendenze del XVIII Corpo d'Armata operante in Dalmazia e Bosnia ed Erzegovina.
ORBAT (Ordine di Battaglia) Bande V.A.C. del V Corpo d'Armata del Regio Esercito (1942):
- MVAC "Lika", 1.500-2.000 uomini.

ORBAT (Ordine di Battaglia) Bande V.A.C. del XVIII Corpo d'Armata del Regio Esercito (1942):
- XVIII CORPO D'ARMATA
- MVAC "Dinara", 5.000 uomini, reparto formato da greco-ortodossi schierati prevalentemente a protezione del loro distretto di origine di Tenìn.
- MVAC "Zara", 1.500 uomini.
  - XX battaglione d'assalto "Cattolico", Bande nº 1-2-3-6-7-8;
  - XXII battaglione d'assalto "Greco-ortodosso", Bande nº 4 e 5.

- REGIA MARINA (Comando "Maridalmazia")
- Banda nº 9 "della Marina", formata da greco-ortodossi e da giovani italiani nativi della Dalmazia, era alle dipendenze della Base della Regia Marina: indossavano la divisa da fatica dei marinai e il basco blu. Questa Banda operò a fianco di una compagnia del Reggimento "San Marco".

ORBAT (Ordine di Battaglia) Bande V.A.C. del VI Corpo d'Armata del Regio Esercito (1942):
- MVAC "Erzegovina", 6.000-8.000 uomini.

Altre Bande non strettamente inquadrate nel dispositivo militare regolare, in realtà la distinzione tra "Bande legalizzate" e "non legalizzate" era spesso sottile e cangiante, affiancavano in modo variabile le forze militari e l'Amministrazione italiane.
Tra esse le più importanti e numerose furono le milizie serbo-bosniache del comandante Momčilo Đujić, un prete ortodosso e attivista politico noto anche come "Padre Fuoco" per il tenore "infuocato" dei suoi sermoni durante le funzioni religiose.
La cosiddetta "M.V.A.C. musulmana", una formazione di bosniaci di religione musulmana ma che si dichiaravano di etnia serba, organizzata e comandata dal dottor Ismet Popovac, un medico musulmano di Mostar, operava anch'essa a fianco degli italiani nel corso del 1942 con un battaglione della forza di 780 uomini. Era questa forse la singola maggiore formazione musulmana ad essersi schierata con gli italiani nel volatile contesto delle alleanze iugoslave.
Per quanto riguarda la composizione etnica di queste unità (un elemento rilevante nel contesto jugoslavo), nelle formazione V.A.C. regolari i comandi italiani tendevano a formare reparti costituiti per due terzi di greco-ortodossi (serbi e etnie ad essi collegate) ed un terzo da cattolici e musulmani (croati e bosniacchi). La preferenza accordata ai serbi si giustificava nel fatto che essi venivano considerati membri di una "Razza marziale" e perciò più coraggiosi in battaglia e intrinsecamente affidabili e leali ai loro comandanti e all'unità di appartenenza, tale giudizio secondo le fonti risultò corretto per quel che concerne le formazioni regolari.

### Operazioni in Slovenia

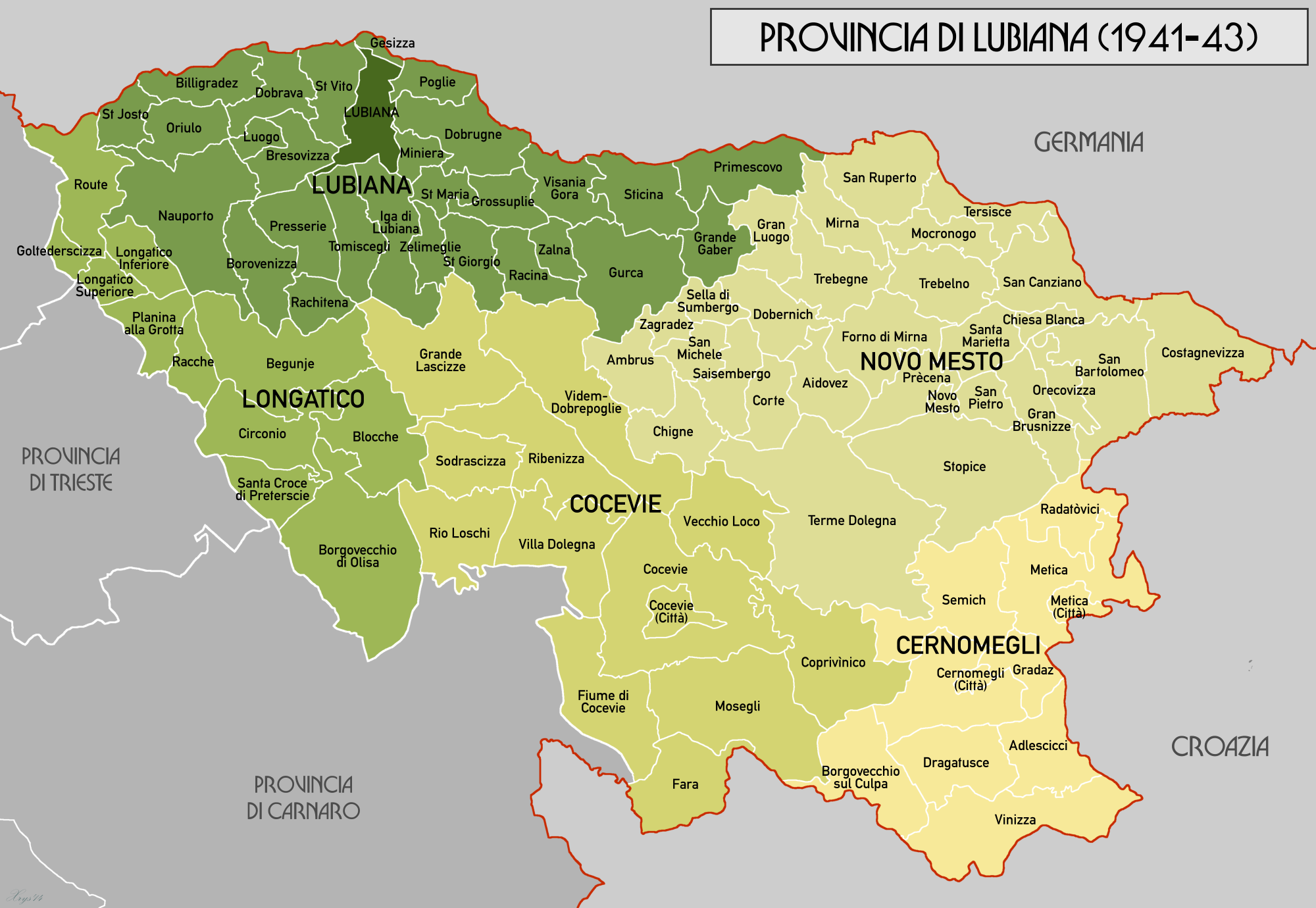
Mappa amministrativa della Provincia italiana di Lubiana (1941-1943)

La Slovenia fu annessa al Regno d'Italia costituendo la Provincia di Lubiana. Alla popolazione slovena, di circa 350.000 abitanti, era stato garantito uno statuto di autonomia etnica e culturale; tuttavia le autorità di occupazione italiane manifestarono il proposito di integrare quanto prima la regione nel sistema fascista italiano, subordinandone le istituzioni e le organizzazioni a quelle omologhe italiane perciò il regime d'occupazione inizialmente instaurato dalle autorità italiane fu piuttosto moderato.
Le autorità italiane sostennero le forze politiche slovene anticomuniste, specie d'ispirazione cattolica, le quali, paventando la rivoluzione comunista, avevano in quel momento individuato nel movimento partigiano il pericolo maggiore, e si erano rese perciò disponibili alla collaborazione.
Queste forze politiche avevano così creato delle "formazioni di autodifesa" (la più numerosa "Vaška Straža" e la più militante "Legija Smrti" o Legione della Morte - detta quest'ultima anche e più comunemente Guardia Bianca o "Bela Garda" - sotto la diretta ispirazione ed il coordinamento del Vescovo di Lubiana Gregorij Rožman) che i comandi italiani (generale Mario Roatta, 2ª Armata italiana) organizzano, nell'agosto 1942, nella "Milizia Volontaria Anti Comunista" o M.V.A.C. (nuova denominazione collettiva assunta dalle preesistenti organizzazioni slovene dal 6 agosto 1942), impiegandole con successo nella lotta antipartigiana.
La "Guardia Civica" (Vaške Straže o guardie di villaggio) fu creata nel novembre 1941 da Ernest Peterlin. Essa era una milizia di contadini cattolici costituitasi per prevenire le ruberie e gli assalti dei partigiani comunisti "titini" nel contado sloveno e anche (nelle intenzioni dei suoi leader) impedire
l'instaurazione del potere politico e militare comunista sul territorio sloveno col fine ultimo di contribuire all'instaurazione di un sistema politico cattolico nel Paese.
Le forze ausiliarie cattoliche slovene schieravano nel complesso 7.000 uomini a fianco delle autorità italiane, il riordinamento non consentì realmente di fondere le diverse formazioni che continuarono ad avere caratteristiche distinte, come anche una maggiore o minore propria autonomia dalle autorità italiane, ma le rese più efficaci ed organizzate.
Per il suo ruolo e caratteristiche, la "Legione della Morte" fu chiamata usando un nome coniato in Russia durante la guerra civile, Guardia bianca (Bela garda). Sebbene poi la designazione M.V.A.C. venisse a ricomprendere entrambe le preesistenti formazioni delle Guardie Civiche e della Legione, nell'uso comune il termine Milizia veniva genericamente impiegato ad indicare principalmente le precedenti, e più mobili, unità già della Legija smrti, come una loro nuova ed ulteriore designazione che si andava ad aggiungere alle molte altre che indicavano la stessa distinta formazione militare ed organizzazione politica.
ORBAT (Ordine di battaglia) della Legija smrti (ottobre 1942), forza effettiva totale 1.731 uomini:
- 1. battaglione MVAC, 665 uomini
- 2. battaglione MVAC, 650 uomini
- 3. battaglione MVAC, 416 uomini

Dopo la capitolazione d'Italia, le autorità militari tedesche, che continuavano l'occupazione dello territorio sloveno, organizzano dai resti delle forze M.V.A.C. una propria guardia collaborazionista, i Domobranci (Heimwehr), fondendola alle formazioni già create nella zona tedesca di occupazione della Slovenia (Territori Occupati di Carinzia e Carniola). Alla fine della guerra molti di loro si rifugiarono verso il nord e si arresero agli inglesi.
Alla fine della guerra, i Domobranci catturati e tenuti prigionieri dagli Alleati a Viktring nella Carinzia austriaca furono consegnati all'esercito di Tito e vennero per la maggior parte uccisi e interrati nelle cavità carsiche della regione del Kočevski rog. Il numero esatto delle vittime non è accertato, ma la maggioranza degli storici conviene sul numero di 12.000 uccisi. Altri ancora, e le loro famiglie assieme a loro, furono liquidati nel corso del più esteso Massacro di Bleiburg.